# مؤشر الرفع

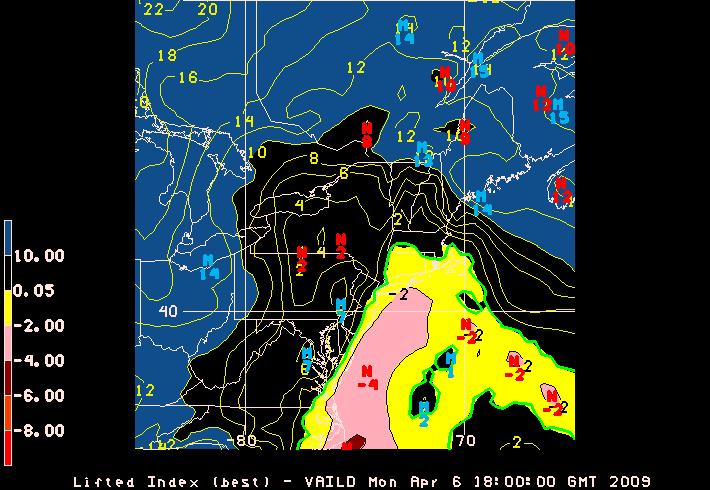

مؤشر الرفع  أو مؤشر الهواء المرفوع بالإنجليزية Lifted index في علم الأرصاد الجوية هو فرق درجة حرارة جزء من الهواء إذا تم رفعه من السطح حتى مستوى الضغط 500 ملليبار ودرجة الحرارة الفعلية عند 500 ملليبار، والقيم الموجبة تدعم الاستقرار في طبقات الجو والقيم السالبة تدعم حالات عدم الاستقرار الجوي.

## الاستخدام
يستخدم المؤشر في توقع حالات عدم الاستقرار والحكم على قوتها وفرص العواصف الرعدية لكن يفضل استخدام الطاقة الكامنة المتاحة للحمل الحراري لأنها تقيس قوة عدم الاستقرار في كامل التروبوسفير:
- القيم أكبر من 6 هناك استقرار شديد في الطقس.
- القيم من 3 إلى 1 حالة عدم استقرار خفيفة واحتمالية ضعيفة للعواصف الرعدية.
- القيم من 0 إلى سالب 4 حالة عدم استقرار متوسطة.
- القيم من سالب 5 إلى سالب 7 حالة عدم استقرار جوي كبيرة.
- القيم أقل من سالب 8 تدل على حالة عدم استقرار جوي عنيفة ومتطرفة وفرص عالية لتشكل العواصف الرعدية القوية.

## كيفية تحديده
يتم تحديد مؤشر الرفع من خلال مخطط انحراف درجة الحرارة skew-T عن طريق تحديد نقطة الندى ودرجة الحرارة السطحية ثم يتم رفع الهواء افتراضياً على طول الأديبات الجافة إلى مستوى التكثف وهذا المستوى هو المستوى الذي تتساوى فيه نقطة الندى ودرجة الحرارة ويصبح الهواء المرفوع من السطح مشبعاً وتصل الرطوبة النسبية فيه إلى 100% ثم بعد مستوى التكثف يُرفع افتراضياً على طول الأديبات الرطبة فرق الحرارة بين درجة الحرارة البيئة عند 500 ملليبار ودرجة حرارة الهواء المرفوع من السطح هو مؤشر الرفع أو Lifted-index.

## مُعلَمَة شبيهة
مؤشر شوالتر بالإنجليزية Showalter index هو مؤشر شبيه بمؤشر الرفع وهو يقيس الفرق بين درجة حرارة الطرد والبيئة عند مستوى الضغط الثابت 500 ملليبار أيضاً لكنه يقيس ذلك اعتماداً على الطرود المرفوعة من مستوى الضغط الثابت 850 ملليبار وليس من سطح الأرض ويُستخدم المؤشر لتقدير احتمالية الحمل الحراري المرتفع عندما يرتفع الهواء فوق طبقة مستقرة قرب سطح الأرض في طبقة حدود الكوكب.